# Biocity Aalborg
Biocity Aalborg er en biograf med 10 sale, beliggende på John F. Kennedys Plads i Kennedy Arkaden i Aalborg, lige ved Aalborg Busterminal og Aalborg Station.
Biografen der blev indviet i 2004 sammen med Kennedy Arkaden er Aalborgs- og Nordjyllands største med sine 1.470 sæder og 10 sale. 
Biografen ejes af Nordisk Film Biograferne. Den største sal er Sal 1 med 369 sæder og mulighed for 3D fremvisning.

## Historie
I forbindelse med åbningen af biografen i 2004 blev de to tidligere Nordisk Film-biografer Scala Bio og Bio 5 lukket, således at Astoria, foruden Biocity Aalborg, var den eneste tilbageværende Nordisk Film biograf i Aalborg. I 2007 skiftede Astoria navn til Metropol Aalborg.
57°02′32″N 9°55′07″Ø / 57.04223°N 9.91857°Ø